# Pyracantha koidzumii
Pyracantha koidzumii е вид растение от семейство Розови (Rosaceae). Видът е застрашен от изчезване.

## Разпространение
Разпространен е в Тайван.